# فیلیپ بیلینگ
فیلیپ بیلینگ (انگلیسی: Philip Billing؛ زادهٔ ۱۱ ژوئن ۱۹۹۶) بازیکن فوتبال اهل دانمارک است.
از باشگاه‌هایی که در آن بازی کرده‌است می‌توان به باشگاه فوتبال هادرزفیلد تاون و باشگاه فوتبال ای‌اف‌سی بورنموث اشاره کرد.
وی همچنین در تیم‌های ملی فوتبال زیر ۱۹ سال دانمارک، زیر ۲۱ سال دانمارک و دانمارک بازی کرده‌است.

## دوران باشگاهی

### هادرزفیلد تاون
او در سال ۲۰۱۳ با قراردادی به جوانان باشگاه فوتبال هادرزفیلد تاون پیوست. بیلینگ در اکتبر ۲۰۱۳ یک قرارداد حرفه‌ای چهار ساله امضا کرد.
پس از عملکرد خوب برای تیم‌های زیر ۱۸ و زیر ۲۱ سال، او اولین بازی خود را برای باشگاه به عنوان بازیکن تعویضی در باخت ۲–۰ آنها مقابل لسترسیتی در ۲۶ آوریل ۲۰۱۴ انجام داد.
اولین گل او برای این باشگاه از یک ضربه ۳۰ یاردی مقابل ناتینگهام فارست در سیتی گراوند در برد ۲–۰ هادرزفیلد در ۱۳ فوریه ۲۰۱۶ به ثمر رسید.

### ای‌اف‌سی بورنموث
در ۲۹ ژوئیه ۲۰۱۹، بیلینگ با قراردادی بلندمدت به مبلغ ۱۵ میلیون پوند، با پیراهن شماره ۲۹ به تیم بورنموث، که در لیگ برتر فوتبال انگلیس حضور داشت، پیوست.
بیلینگ اولین گل‌های خود را برای این باشگاه در بازی دور سوم جام حذفی فوتبال انگلیس مقابل باشگاه فوتبال لوتون تاون به ثمر رساند که در آن بورنموث بازی را ۴–۰ برد.
او سپس اولین گل خود را در لیگ برتر برای این باشگاه به ثمر رساند و در پیروزی ۲–۱ برای تیم میزبان در ۱ فوریه، مقابل استون ویلا گلزنی کرد.

## دوران ملی
بیلینگ بازیکن بین‌المللی جوانان دانمارکی است که نماینده تیم‌های زیر ۱۹ و ۲۱ سال دانمارک بوده‌است.
در نوامبر ۲۰۱۸، بیلینگ پیشنهاد بازی برای تیم ملی نیجریه را رد کرد. در مارس ۲۰۱۹، او اولین دعوت خود را به تیم ملی فوتبال دانمارک دریافت کرد.
او اولین بازی خود را برای دانمارک در برد دوستانه ۴–۰ مقابل تیم ملی فوتبال جزایر فارو در ۷ اکتبر ۲۰۲۰ انجام داد.

## زندگی شخصی
بیلینگ در دانمارک از مادری دانمارکی و پدری نیجریه‌ای از مردم ایگبو متولد شد.
در مارس ۲۰۱۹، بیلینگ در شبکه‌های اجتماعی مورد آزار نژادی قرار گرفت که موضوع به پلیس گزارش شد.